# Fred Eckersdorf
Fred Eckersdorff (* 12. März 1909; † 3. Mai 2003.) war ein deutscher Bildhauer und Maler.

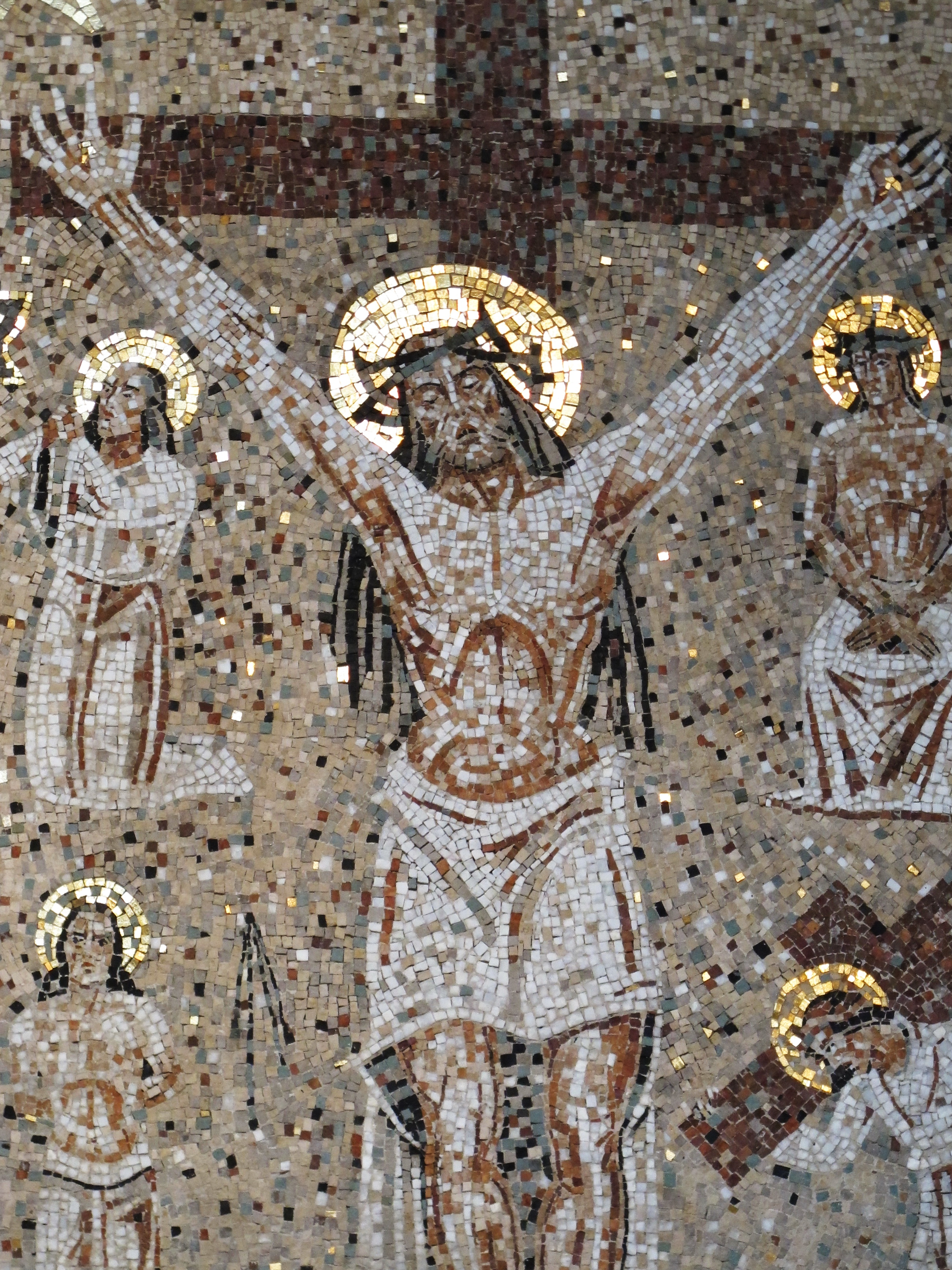
Auszug aus dem Mosaik Rosa Mystika, Pfarrkirche St. Kosmas und Damian, Bödefeld/Sauerland

Er widmete sich vor allem in den Jahren des Wiederaufbaus nach dem Zweiten Weltkrieg der Restaurierung und Gestaltung von Kirchen und wird als einer der Vertreter der zeitgenössischen „expressionistischen Kirchenmalerei“ angesehen. Winfried Aloysius (genannt Fred) Eckersdorff (der Name wird oft unrichtig mit einem f geschrieben) wurde am 12. März 1909 als Sohn von Wilfried Eckersdorff und Henriette Helena Eckersdorff geb. Knauf in Essen geboren. Er besuchte die Essener Kunstgewerbeschule (Folkwangschule) und war später Schüler von Jan Thorn Prikker. Ab 1932, also bereits im Alter von 23 Jahren, war er als selbständiger freischaffender Künstler mit Atelier in Emmerich tätig. Von Anbeginn an wandte er sich der Restaurierung und Gestaltung von Kirchen zunächst in Thüringen und Oberschlesien, dann von Kirchen am Niederrhein und im Sauerland zu. Im Zweiten Weltkrieg war er von 1939 bis 1945 zum Kriegsdienst, vor allem in Russland, eingezogen. Der Schwerpunkt seiner künstlerischen Tätigkeit lag in den folgenden Jahrzehnten in Nordrhein-Westfalen, insbesondere in der Ausgestaltung von Kirchen im Erzbistum Paderborn. Wohnsitz und Atelier war in Meschede. Dort lebte und arbeitete er gemeinsam mit seiner Frau Elisabeth Eckersdorff geb. Bach.
Im Zuge der Restaurierung der Kirche St. Johannes Evangelist in Eversberg (heute Teil der Stadt Meschede) entdeckte Fred Eckersdorff 1933 Deckenmalereien aus dem 13. und 14. Jahrhundert im Chor und im Kirchenschiff. Entsprechende Deckenmalereien legte er 1948 in der Kapelle von Brabecke frei.
Ebenfalls im Jahr 1933 führte Fred Eckersdorff die Ausmalung der St.-Martinus-Kirche in Reelsen (heute Stadtteil von Bad Driburg) durch. Von ihm wurde ein Jahr später die Kirche St. Josef (Mühlhausen) ausgemalt.
Noch Ende der 30er Jahre begann Fred Eckersdorff mit dem Entwurf des großen Mosaiks für die Pfarrkirche St. Cosmas und Damian (Bödefeld), das aber erst nach der Rückkehr aus dem Zweiten Weltkrieg fertiggestellt wurde. In den folgenden Jahren erhielt er weitere Aufträge zu der Gestaltung der Pfarrkirche und zu der Restaurierung des Hauptaltars.
Im Jahr 1953 schuf Fred Eckersdorff das zentrale Altarbild mit der Kreuzigungsgruppe in der Pfarrkirche zu Hausberge, Kreis Minden.
Für die St.-Bonifatius-Kirche zu Paderborn wurde Fred Eckersdorff 1954 mit der Raumgestaltung und mit der Anfertigung von Mosaiken beauftragt.
1956 schuf er das Altarmosaik Christus ~ der Auferstandene für die Pfarrkirche St. Johannes Baptist in Nieheim.
Aus dem Jahr 1957 stammen die Putzmosaiken Traum des hl. Martin und St. Agatha im Kerker für die St.-Martinus-Kirche in Olpe.
Nach den Entwürfen Eckersdorffs wurde aus Anröchter Naturstein der Weltenrichter über den Portalen der Kirche St. Peter in Werl gefertigt.
Nach Entwürfen Eckersdorfs wurde aus Anröchter Naturstein der Weltenrichter über den Portalen der Kirche St. Peter in Werl gefertigt.
Ebenfalls in den 1950er-Jahren entstanden die Mosaike der Kreuzwegstationen für die Pfarrkirche in Meschede.
In den Jahren 1955 und 1957 schuf Fred Eckersdorff die Glasfenster in den Kirchen St. Apollonia, Bad Wünnenberg, St. Michael, Borchen-Kirchenborchen und St. Heinrich, Schloß Holte-Stukenbrock-Sende.
Darüber hinaus arbeitete Fred Eckersdorff für Kirchen in Dortmund-Hörde, Lichtenau, Fredeburg, Grevenstein, Lemgo und Ramsbeck sowie an öffentlichen Gebäuden, wie Rathäusern, Schulen und Kindergärten. Er schuf für Unternehmen, Sparkassen und Privatleute Werke in Holz, Bronze, Stein, Glas und Keramik.